# Ліннеус (Міссурі)
Ліннеус (англ. Linneus) — місто (англ. city) в США, в окрузі Лінн штату Міссурі. Населення — 281 особа (2020).

## Географія
Ліннеус розташований за координатами 39°52′39″ пн. ш. 93°11′12″ зх. д. / 39.87750° пн. ш. 93.18667° зх. д. (39.877495, -93.186594).  За даними Бюро перепису населення США в 2010 році місто мало площу 2,78 км², з яких 2,76 км² — суходіл та 0,02 км² — водойми.

## Демографія
Згідно з переписом 2010 року, у місті мешкало 278 осіб у 120 домогосподарствах у складі 79 родин. Густота населення становила 100 осіб/км².  Було 149 помешкань (54/км²).
Расовий склад населення:
| - 98,6 % — білих - 1,1 % — чорних або афроамериканців - 0,4 % — азіатів |

До двох чи більше рас належало 0,0 %. Частка іспаномовних становила 0,0 % від усіх жителів.
За віковим діапазоном населення розподілялося таким чином: 24,1 % — особи молодші 18 років, 61,2 % — особи у віці 18—64 років, 14,7 % — особи у віці 65 років та старші. Медіана віку мешканця становила 44,0 року. На 100 осіб жіночої статі у місті припадало 101,4 чоловіків;  на 100 жінок у віці від 18 років та старших — 91,8 чоловіків також старших 18 років.
Середній дохід на одне домашнє господарство  становив 36 312 долари США (медіана — 31 250), а середній дохід на одну сім'ю — 52 126 доларів (медіана — 45 625). За межею бідності перебувало 19,8 % осіб, у тому числі 8,8 % дітей у віці до 18 років та 20,5 % осіб у віці 65 років та старших.
Цивільне працевлаштоване населення становило 140 осіб. Основні галузі зайнятості: освіта, охорона здоров'я та соціальна допомога — 30,0 %, виробництво — 19,3 %, публічна адміністрація — 15,0 %.